# Don Richardson
Don Richardson (30 de abril de 1918 – 10 de enero de 1996) fue un actor, director, profesor de interpretación y escritor estadounidense.

## Carrera
Richardson fue miembro original del Group Theatre, que fue el núcleo de la actuación en los Estados Unidos. Sus compañeros de Group Theatre incluían a Lee Strasberg, Sanford Meisner, Stella Adler y Uta Hagen, aunque Richardson fue el único estudiante que dijo: "El Método no es de lo que se trata la actuación". Richardson dirigió tres producciones de Broadway y más de 800 programas de televisión, incluidos Get Smart (serie de televisión) (1965), One Day at a Time (serie de televisión) (1975–1976), Lost in Space (serie de televisión) (1966– 1968), The Defenders (serie de televisión) (1961-1963) y Bonanza (serie de televisión) (1968-1971). Su trabajo permanece en la colección permanente del Museo de Radiodifusión, el Museo Judío de Nueva York y el Archivo de Cine y Televisión de UCLA . Richardson enseñó actuación en la UCLA, el Barnard College de Colombia y la Academia Estadounidense de Artes Dramáticas en Nueva York y California. Obtuvo una cátedra en la Universidad de Tel Aviv en Israel. Como entrenador actoral, escribió y publicó el libro Actuar sin dolor: una alternativa al método, que todavía utilizan sus sucesores. Los estudiantes de Richardson incluyen a Grace Kelly, Anne Bancroft, Zero Mostel y John Cassavetes .

## Filmografía

### Como director
- El sendero de Oregón (serie de televisión) (1977)[7]
- Un día a la vez (serie de televisión) (1975-1976)[8]
- ¡Emergencia! (serie de televisión) (1974)[9]
- Arnie (serie de televisión) (1970-1972)[10]
- Bonanza (serie de televisión) (1968-1971)[11]
- Lancer (serie de televisión) (1968-1970)[12]
- El Alto Chaparral (serie de televisión) (1969-1970)[13]
- Misión: Imposible (serie de televisión) (1968)[14]
- Perdidos en el espacio (serie de televisión) (1966-1968)[15]
- Custer (serie de televisión) (1967)[16]
- Casa de juegos de vacaciones (serie de televisión) (1966)[17]
- El verano largo y caluroso (serie de televisión) (1965-1966)[18]
- Los Munsters (serie de televisión) (1965)[19]
- El virginiano (serie de televisión) (1964-1965)[20]
- Get Smart (serie de televisión) (1965)[21]
- Broadside (serie de televisión) (1965)[22]
- Los defensores (serie de televisión) (1961-1963)[23]
- Los médicos y las enfermeras (serie de televisión) (1962-1963)[24]
- Sam Benedict (serie de televisión) (1963)[25]
- Margie (serie de televisión) (1961-1962)[26]
- The Chevy Mystery Show (serie de televisión) (1960)[27]
- Obra de la semana (serie de televisión) (1959-1960)[28]
- Don Juan en el infierno (película de televisión) (1960)[29]
- Canción de cuna (película de televisión) (1960)[30]
- El mundo de Sholom Aleijem (película para televisión) (como Donald Richardson) (1959)[31]
- La hora de Elgin (serie de televisión) (1954-1955)[32]
- Mamá (serie de televisión) (1955)[33]
- Armstrong Circle Theatre (serie de televisión) (1954)[34]
- La hora de televisión de Motorola (serie de televisión) (1953-1954)[35]
- Teatro Kraft (serie de televisión) (1953)[36]
- Las aventuras de Ellery Queen (serie de televisión) (1950-1952)[37]